# Tetraedrit
Tetraedrit eller tetrahedrit har även gått under namnet antimonfalerts. Mineralet är ett kopparhaltigt sulfosalt med antimon..

## Historia och etymologi
Mineralet fick sitt namn år 1845 genom  Wilhelm von Haidinger eftersom det vanligtvis förekommer som tetraeder-formade kristaller. 
Tetrahedrit omdefinierades år 2019 av IMA/CNMNC (International Mineralogical Association/Commission on New Minerals, Nomenclature and Classification).
Då fastställdes tre ändled:
```
tetrahedrit-Zn Cu
6
[Cu
4
Zn
2
]Sb
4
S
13

tetrahedrit-Fe Cu
6
[Cu
4
Fe
2
]Sb
4
S
13

tetrahedrit-Hg Cu
6
[Cu
4
Hg
2
]Sb
4
S
13
```

## Förekomst
Utöver tetraederformade kristaller förekomer tetrahedrit även som korniga massor. Mineralet är vanlig i olika sorters hydrotermala miljöer.
Man kan hitta tetrahedrit i Cornwall i England. I Sverige förekommer tetrahedrit bland annat i Gärdsjögruvan i Dalsland.

## Bilder

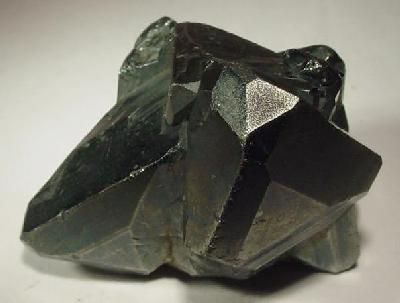
Tvillingbildning i tetrahedrit
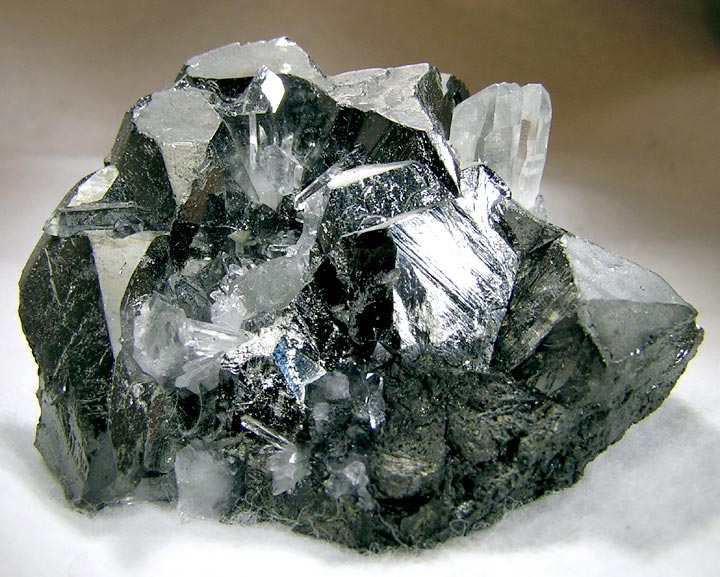
Tetrahedrit från Casapalca-gruvan i Peru
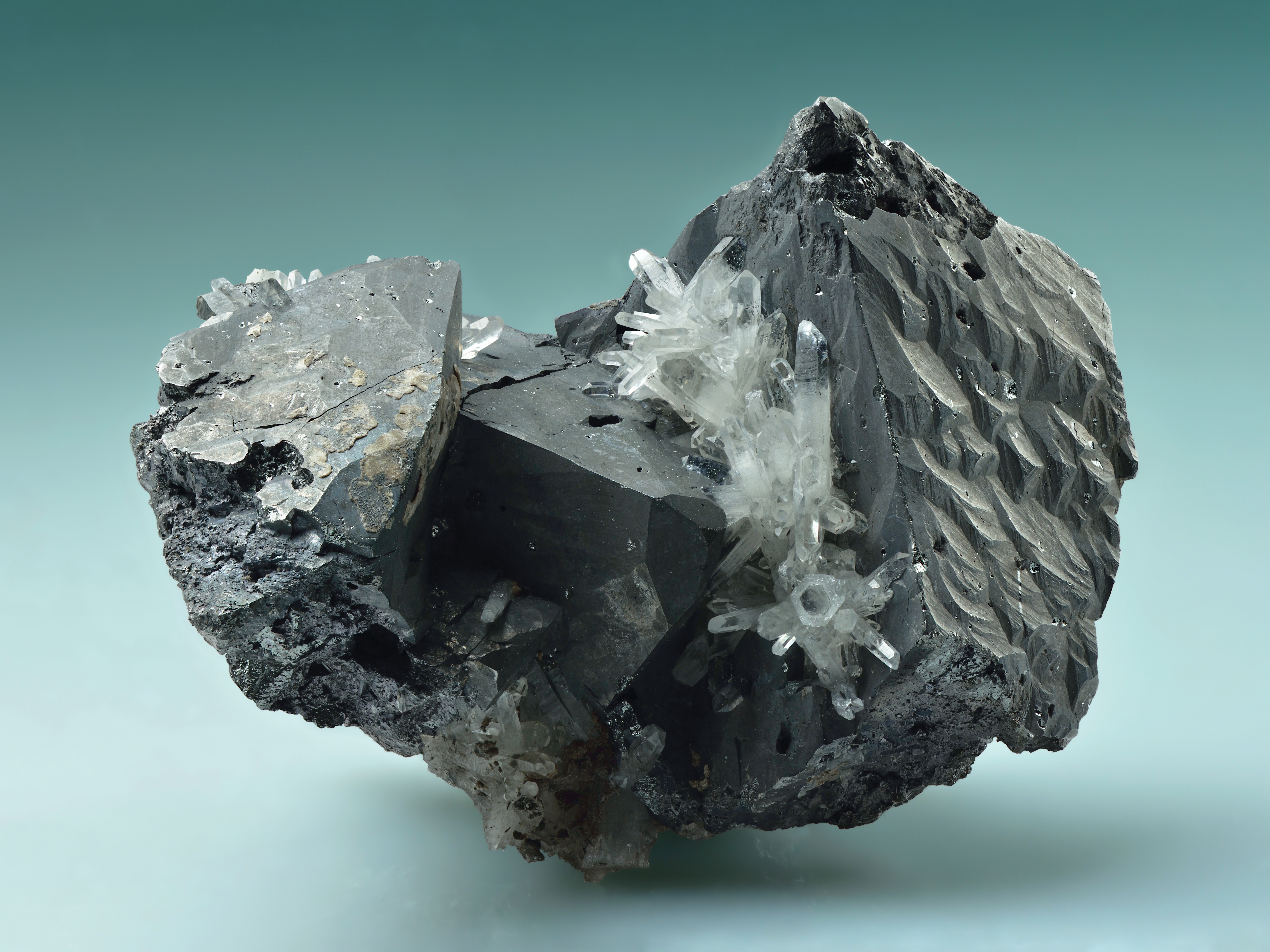